# Taylor Parks

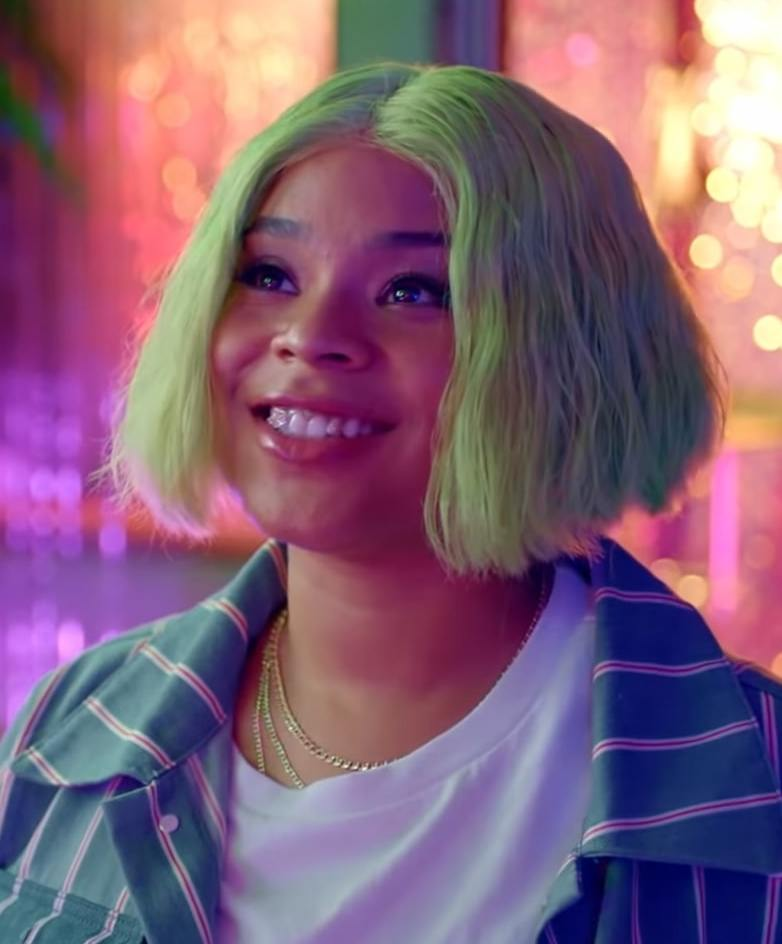
Taylor Parks, 2019

Taylor Monet Parks (* 20. September 1993 in Mesquite, Texas), auch bekannt als Tayla Parx, ist eine US-amerikanische Schauspielerin, Sängerin und Songwriterin.

## Leben
Parks spielte zunächst kleinere Rollen in Filmen und lokalen Theatern. Im Jahr 2007 spielte sie Inez Stubbs in Hairspray sowie Gastrollen bei Gilmore Girls und Alle hassen Chris. Sie trat außerdem bei True Jackson in der 19. Folge der ersten Staffel als Shelly auf und kehrte in der 12. Folge der zweiten Staffel zurück.
Auf dem Soundtrack zur Musicalverfilmung Hairspray war sie auch als Sängerin vertreten und Mitte der 2010er begann sie eine musikalische Karriere. Während ihre eigenen Veröffentlichungen keine große Beachtung fanden, war sie als Songwriterin für andere Interpreten sehr erfolgreich. Unter anderem war sie als Autorin an den Nummer-eins-Hits Thank U, Next von Ariana Grande und High Hopes von Panic! at the Disco beteiligt und schrieb unter anderem auch für Jennifer Lopez, Alicia Keys, Meghan Trainor, BTS, Demi Lovato und Christina Aguilera.

## Diskografie
Alben
- 2019: We Need to Talk
- 2020: Coping Mechanisms
- 2024: Many Moons, Many Suns

Mixtapes
- 2017: Tayla Made

Singles
- 2015: Do Not Answer
- 2016: I Love You
- 2016: Bump That
- 2016: Potential
- 2018: Runaway (feat. Khalid)
- 2018: Me vs. Us
- 2018: Slow Dancing
- 2019: I Want You
- 2019: Fight (mit Florida Georgia Line)
- 2020: Dance Alone

Gastbeiträge
- 2015: Anyway (Chris Brown feat. Tayla Parx)
- 2017: Your Eyes (The Knocks feat. Tayla Parx)
- 2020: Where It Hurts (eleven7four feat. Tayla Parx)